# III Korpus
Il III Corpus,  in cirillico Трећи босански корпус in serbo-croato Treći bosanski korpus, è stata una formazione militare dell'Esercito Popolare di Liberazione della Jugoslavia che venne costituita, inizialmente con la denominazione di I Korpus bosniaco, il 9 novembre 1942 in Bosnia per combattere sul Fronte jugoslavo della Seconda guerra mondiale contro gli eserciti occupanti delle Potenze dell'Asse e i collaborazionisti cetnici e ustaša.
Il III Korpus terminò vittoriosamente la guerra contribuendo con le sue divisioni alla liberazione di Tuzla nel dicembre 1944 e di Sarajevo nell'aprile 1945.

## Storia
Nel quadro della riorganizzazione generale delle formazioni partigiane, il comandante supremo Tito decise di trasformare i distaccamenti e le brigate già costituite in un vero esercito regolare, l'Esercito Popolare di Liberazione della Jugoslavia, formato da una serie di divisioni mobili ai diretti comandi del quartier generale partigiano e da alcuni korpus, veri e proprii corpi d'armata territoriali, incaricati di sviluppare la resistenza nelle diverse regioni occupate della Jugoslavia.
L'esercito popolare venne ufficialmente costituito il 1º novembre 1942 e il 9 novembre successivo Tito decretò la formazione del primo corpo d'armata territoriale che prese la denominazione di "I Korpus d'assalto bosniaco di liberazione nazionale" (Prvi bosanski narodnooslobodilački udarni korpus). La nuova formazione avrebbe preso il controllo di tutte le unità partigiane già presenti sul territorio della Bosnia e dell'Erzegovina; in particolare avrebbero fatto parte del I Korpus bosniaco la 4ª Divisione della Craina, la 5ª Divisione della Craina, la 6ª Brigata proletaria d'assalto bosniaca orientale e i distaccamenti (odred) della Craina bosniaca.

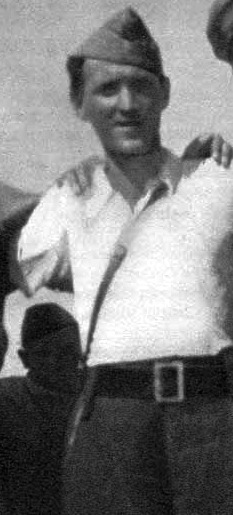
Kosta Nađ, il primo comandante del III Korpus.

Il comando del I Korpus venne assegnato al comandante partigiano Kosta Nađ, mentre il commissario politico fu Osman Karabegović; entrambi i due dirigenti ricevettero al termine della guerra l'onorificenza di "Eroi del popolo". Con la costituzione del I Korpus, il comando supremo decise lo scioglimento del preesistente "Comando operativo della Craina bosniaca" e il trasferimento di tutte le sue formazioni alle dipendenze del quartier generale del I corpo bosniaco di Kosta Nađ.
Dopo la sua costituzione, il I korpus entrò in combattimento per la prima volta nel gennaio 1943 nella fase iniziale della battaglia della Neretva; i partigiani della Bosnia, 11.500 combattenti, dovettero affrontare, insieme ai combattenti del I korpus croato l'urto iniziale delle forze tedesche. Tito ordinò al corpo bosniaco di evitare combattimenti frontali e di impegnarsi soprattutto a rallentare l'avanzata nemica nella Craina bosniaca; i partigiani riuscirono a contenere l'offensiva italo-tedesca e sfuggirono all'accerchiamento a Bosanski Petrovac; quindi mentre le divisioni del gruppo principale partigiano con Tito iniziavano la loro marcia verso la Neretva, il I Korpus bosniaco si impegnò con successo a bloccare le vie di accesso verso Livno, Glamoč e Duvno.
Dopo la conclusione favorevole della battaglia della Neretva, il quartier generale partigiano riorganizzò il suo ordine di battaglia e l'11 maggio 1943 venne deciso l'ampliamento delle formazioni reclutate in Bosnia; alle dipendenze del I Korpus rimasero in un primo momento la 5ª Divisione della Craina, la 6ª Brigata proletaria e la 15ª Brigata della Majevica, oltre ai distaccamenti (odred) dello Srem, di Birčanski e di Šekovići. Nella successiva battaglia della Sutjeska, il I Korpus bosniaco che era schierato nella Bosnia centrale, non venne coinvolto nei combattimenti principali; Tito tuttavia, in grave difficoltà di fronte all'inattesa offensiva tedesca, richiese il suo aiuto con un messaggio radio inviato il 20 maggio 1943; il comandante supremo ordinava l'intervento della 5ª Divisione della Craina dal monte Romanija verso Foča e Goražde per infastidire le retrovie nemiche e alleviare la pressione sul gruppo principale partigiano. Le formazioni del corpo bosniaco presero parte ai violenti combattimenti contro forze tedesche e croate nel settore di Foča dove subirono pesanti perdite, ma non poterono impedire l'accerchiamento delle divisioni mobili di Tito che rischiarono di essere definitivamente distrutte.

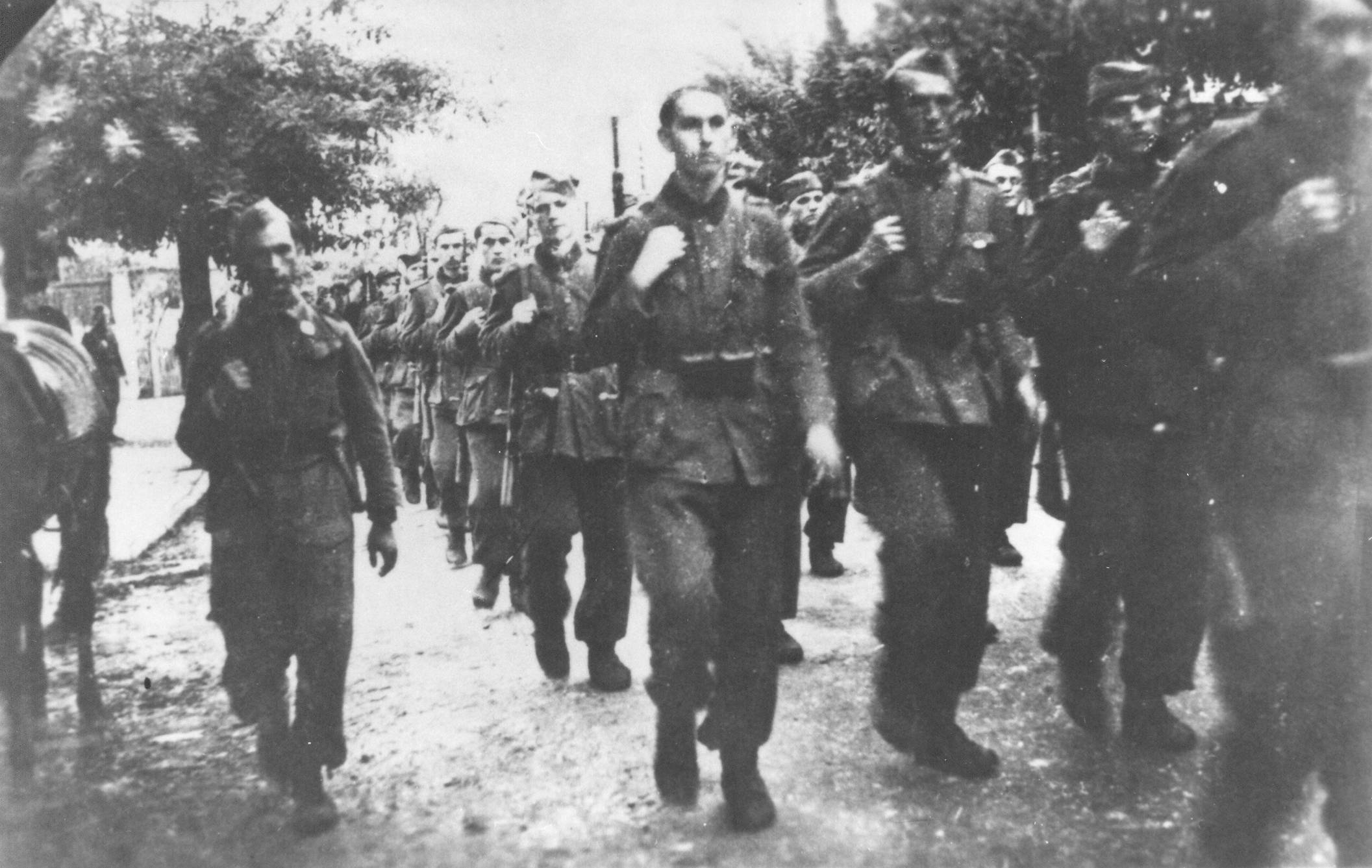
I reparti del III Korpus entrano per la prima volta a Tuzla nell'ottobre 1943.

Dopo la tragica battaglia della Sutjeska, Tito e il comando supremo trasferirono una parte del personale del I Korpus in Bosnia orientale per rinforzare il nucleo principale delle forze partigiane sfuggite all'accerchiamento; nel mese di settembre 1943 quindi il comandante Kosta Nađ e la 2ª Brigata della Craina arrivarono in Bosnia orientale dove presero il comando della 16ª Divisione e della 17ª Divisione partigiane con le quali venne costituito il III Korpus bosniaco. Kosta Nađ rimase il comandante in capo del korpus, mentre il commissario politico divenne Vladimir Popović; le altre formazioni del I Korpus originario rimasero in Bosnia centrale e vennero ridenominate V Korpus bosniaco, poste al comando di un nuovo quartier generale guidato da Slavko Rodić. Il corso del fiume Bosna separava le aree di competenza territoriale dei due corpi d'armata bosniaci.

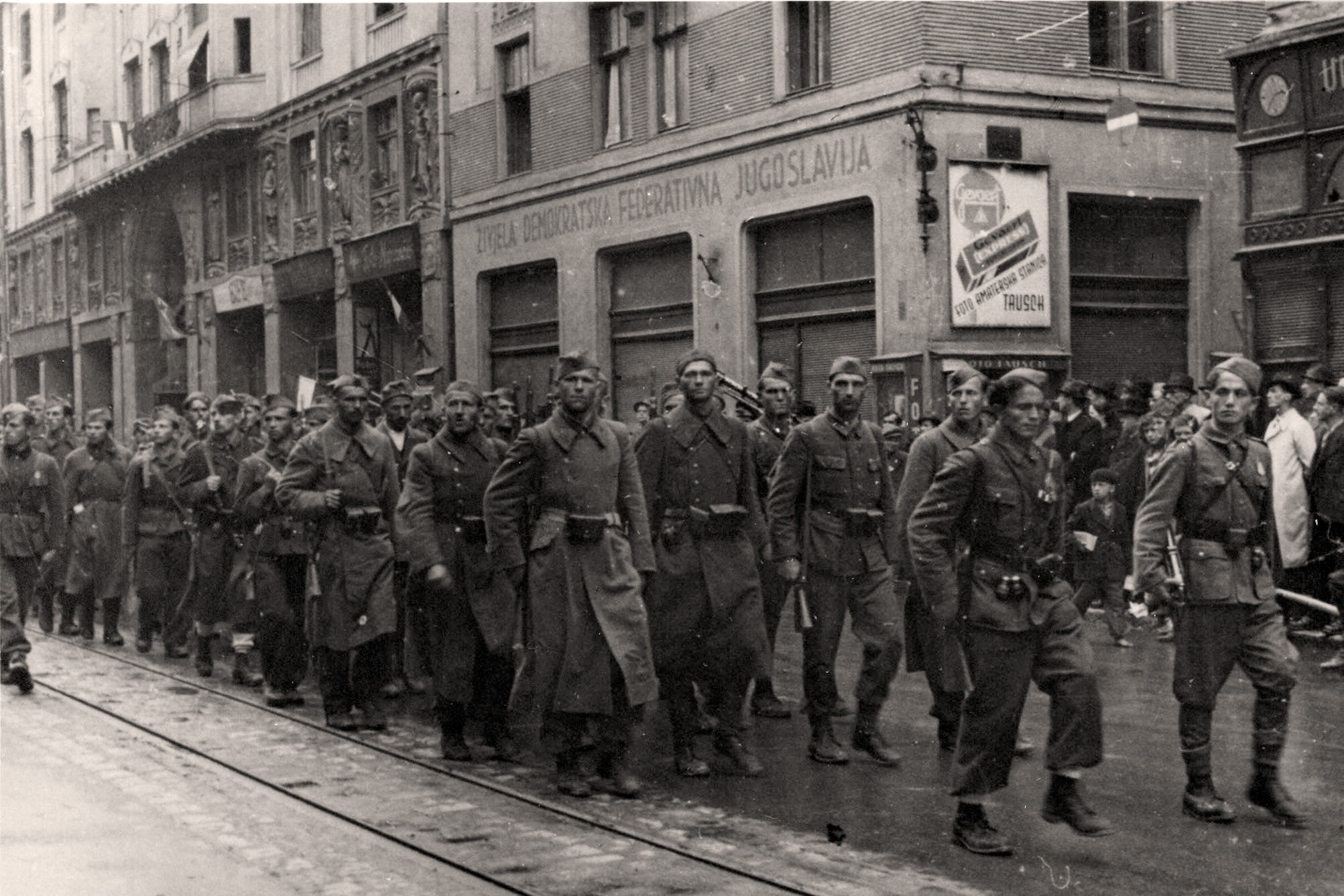
I partigiani del III Korpus entrano a Sarajevo il 6 aprile 1945.

Nei mesi seguenti l'ordine di battaglia del III Korpus cambiò nuovamente; il corpo bosniaco venne rinforzato dalla nuova 27ª Divisione bosniaca orientale, mentre nel marzo 1944 venne assegnata anche la 38ª Divisione bosniaca orientale, mentre la 16ª Divisione venne trasferita e aggregata alXII Korpus. Infine del mese di aprile anche la 17ª Divisione venne ritirata dal III Korpus e inviata nel Sangiaccato; da quel momento quindi il corpo bosniaco fu costituito dalla 27ª Divisione, dalla 38ª Divisione e da distaccamento partigiani locali.
Nell'ultima fase della guerra in Jugoslavia, il III Korpus partecipò alla prima offensiva verso Tuzla che si concluse con un temporaneo successo, ma dovette ben presto fronteggiare la massiccia controffensiva della 2. Panzerarmee tedesca. Nel dicembre 1943 il corpo bosniaco venne messo in grande difficoltà durante le due grandi offensive tedesche, l'operazione Kugelblitz e l'operazione Schneesturm, mentre da marzo a maggio 1944 fu di nuovo in combattimento contro le unità del V Corpo SS da montagna. Finalmente il 17 settembre 1944 i partigiani liberarono Tuzla ma subito dopo dovettero sostenere aspri scontri con le truppe tedesche del Gruppo d'armate E che ripiegavano dalla Grecia; nel dicembre 1944 il III Korpus fu di nuovo al centro di violenti combattimenti; le forze tedesche del XXXIV Corpo d'armata e il corpo d'assalto cetnico sotto il comando diretto di Draža Mihailović sferrarono una inattesa offensiva in Bosnia orientale che mise in difficoltà i partigiani; infine l'offensiva tedesco-cetnica venne respinta dopo una drammatica battaglia nei sobborghi di Tuzla conclusa vittoriosamente dal III Korpus il 24-28 dicembre 1944.
Il III Korpus, passato in un primo tempo al comando di Vladimir Popović dopo la promozione di Kosta Nađ a comandante della 3ª Armata jugoslava, e dal novembre 1944 guidato da Pero Kosorić, negli ultimi mesi della guerra prese parte alla grande offensiva finale su Sarajevo insieme al II Korpus e al V Korpus; dopo la vittoriosa conclusione di questa operazione, il corpo bosniaco venne infine trasferito a sud dove contribuì a distruggere le ultime formazioni cetniche nelle valli della Neretva e della Sutjeska e a rastrellare l'ultima roccaforte degli ustaša in Posavina.